# Al MacNeil
Allister Wences MacNeil (Sydney, 27 settembre 1935 – Calgary, 5 gennaio 2025) è stato un dirigente sportivo, hockeista su ghiaccio e allenatore di hockey su ghiaccio canadese che militò e allenò nella National Hockey League vincendo una Stanley Cup con i Montreal Canadiens, nonché membro della AHL Hall of Fame.

## Carriera

### Giocatore
MacNeil giocò a livello giovanile con i Toronto Marlboros nella Ontario Hockey Association per tre stagioni, riuscendo a vincere due Memorial Cup consecutive nel 1955 e nel 1956. Al termine della stagione 1955-56 entrò nel mondo professionistico con l'organizzazione dei Toronto Maple Leafs, alternandosi per le quattro stagioni successive fra NHL e AHL con il farm team dei Rochester Americans.
Nel 1960 si trasferì ai Montreal Canadiens, giocando però una stagione nella EPHL; nel 1962 passò invece ai Chicago Blackhawks, franchigia con cui rimase per quattro stagioni mantenendo un ruolo da titolare. Dopo aver giocato per un anno con i New York Rangers nel 1967 MacNeil venne selezionato dai Pittsburgh Penguins, una delle sei nuove franchigie iscritte alla NHL.
Dopo una stagione a Pittsburgh MacNeil lasciò la NHL per concludere la propria carriera due anni più tardi nei farm team dei Canadiens in CHL e in AHL nella veste di allenatore in campo.

### Allenatore e dirigente
Nella stagione 1970-1971 i Canadiens rischiarono di non entrare ai playoff e per questo motivo MacNeil, reduce da una buona stagione con i Montreal Voyageurs, fu chiamato a sostituire Claude Ruel alla guida della franchigia canadese. Divenne il primo allenatore in NHL proveniente dalle province marittime e condusse i Canadiens a un successo quasi insperato vincendo la Stanley Cup contro i Blackhawks a Gara-7. Fra i segreti del successo vi furono l'impiego in porta dell'esordiente Ken Dryden e di un altro rookie Réjean Houle per marcare la stella avversaria Bobby Hull.
Tuttavia il fatto di non parlare il francese rese molto difficili i rapporti con i giocatori francofoni, compreso Henri Richard il quale lo criticò pubblicamente durante i playoff per essere stato messo in panchina. Nonostante la vittoria non venne riconfermato e passò alla guida dei Nova Scotia Voyageurs in AHL, la formazione affiliata a Montréal. Nelle sei stagioni successive vinse tre Calder Cup e due Louis A. R. Pieri Memorial Award come miglior allenatore della lega, divenendo inoltre uno sei allenatori capaci di vincere sia la NHL che la AHL e l'allenatore più vincente della AHL con oltre il 64% di successi.
MacNeil venne scelto anche come vice del Canada durante due edizioni della Canada Cup prima di entrare nello staff dei Canadiens nel biennio 1977-79, segnato dalla vittoria di altre due Stanley Cup. Nel 1979 tornò ad allenare con gli Atlanta Flames alla loro ultima stagione prima del trasferimento a Calgary. A partire dal 1985 entrò definitivamente nella dirigenza del club come assistente general manager, incarico ricoperto per oltre venti anni. Nella stagione 2002-2003 ritornò brevemente in panchina per sostituire lo squalificato Greg Gilbert.

## Palmarès

### Giocatore

#### Club
- Memorial Cup: 2

Toronto Marlboros: 1955, 1956

### Individuale
- EPHL First All-Star Team: 1

1960-1961

### Allenatore

#### Club
- Stanley Cup: 1

Montreal: 1970-1971
- Calder Cup: 3

Nova Scotia: 1971-1972, 1975-1976, 1976-1977

#### Individuale
- AHL Hall of Fame: 1

2014
- Louis A. R. Pieri Memorial Award: 2

1971-1972, 1976-1977